# Gartenschonheit. Eine Zeitschrift mit Bildern Für Garten- und Blumenfreund, für Liebhaver und Fachmann
Gartenschonheit. Eine Zeitschrift mit Bildern Für Garten- und Blumenfreund, für Liebhaver und Fachmann (abreviado Gartenschönheit) fue una revista con ilustraciones y descripciones botánicas editada en Berlín. Se publicaron 22 números desde el año 1920 hasta 1941. Fue reemplazada por Gartenbau im Reich.